# Scheuren (Bad Münstereifel)
Scheuren is een plaats in de Duitse gemeente Bad Münstereifel, deelstaat Noordrijn-Westfalen.